# Google Imágenes
Google Imágenes (anteriormente Google Image Search) es una especialización del buscador principal para imágenes, se introdujo el 12 de julio de 2001 debido a la demanda de imágenes del vestido verde de Versace que usó Jennifer López en febrero de 2000. En 2011, se agregó la función de búsqueda inversa de imágenes. 
Al buscar una imagen, se muestra una miniatura de cada imagen coincidente. Cuando el usuario hace clic en una miniatura, la imagen se muestra en un tamaño más grande y los usuarios pueden visitar la página web en la que se utiliza la imagen.
Contiene en su interfaz distintas herramientas de búsqueda, que sirven para filtrar los resultados de las imágenes. Estos pueden ser según su tamaño (en pequeñas, medianas y grandes), tipo, formatos (JPG, GIF y PNG), por coloración (Blanco y negro, escala de grises y en color), por color (rojo, naranja, amarillo, verde, verde azulado, azul, púrpura, rosa, blanco, gris, negro y marrón), por fecha, y por imágenes similares.
Contiene una herramienta llamada “Safe Search”, que evita que aparezca contenido explícito en los resultados de búsqueda. Google utiliza métodos automatizados para identificar contenido ofensivo y basándose en los comentarios de los usuarios. En el caso de contenido sexualmente explícito, el filtro se basa principalmente en algoritmos que tienen en cuenta diversos factores, incluidos enlaces, palabras clave e imágenes. Aunque ningún filtro es fiable al 100%, SafeSearch ayuda a excluir la mayor parte de este tipo de contenido.

## Historia

### Comienzos y expansión (2001-2011)
En 2000, los resultados de búsqueda de Google se limitaban a páginas simples de texto con enlaces. Los desarrolladores de Google trabajaron en el desarrollo de esto y se dieron cuenta de que se requería una herramienta de búsqueda de imágenes para responder a "la consulta de búsqueda más popular" que habían visto hasta la fecha: el vestido verde Versace de Jennifer Lopez usado en febrero de 2000. Google reunió un ingeniero recientemente contratado, Huican Zhu, con la gerente de producto Susan Wojcicki (ahora la actual directora ejecutiva de YouTube) para crear la función, y lanzaron Google Image Search en julio de 2001. Ese año, se indexaron 250 millones de imágenes en Image Search. Esto creció a mil millones de imágenes en 2005 y más de 10 mil millones de imágenes en 2010.
En enero de 2007, Google actualizó la interfaz para la búsqueda de imágenes, donde la información sobre una imagen, como la resolución y la URL, se ocultaba hasta que el usuario movía el mouse sobre su miniatura. Esto se suspendió después de unas semanas.
El 27 de octubre de 2009, Google Images agregó una función a su búsqueda de imágenes que se puede usar para encontrar imágenes similares.
El 20 de julio del 2010 fue lanzado un nuevo diseño cuya principal característica consiste en que cuando el usuario pasa el cursor encima de la fotografía, sin necesidad de hacer clic, la foto se amplía y debajo de la imagen en miniatura se muestra un detalle de la información.
En mayo de 2011, Google introdujo una función de clasificación por tema para una descripción general del esquema de categoría visual de una consulta de búsqueda.
En junio de 2011, Google Imágenes agregó una función de "Búsqueda por imagen" que permitía realizar búsquedas inversas de imágenes directamente en la barra de búsqueda de imágenes sin complementos de terceros. Esta función permite a los usuarios buscar una imagen arrastrando y soltando una en la barra de búsqueda, cargando una o copiando y pegando una URL que apunta a una imagen en la barra de búsqueda.

### Nuevo algoritmo y acusaciones de censura (2012-presente)
El 13 de marzo de 2013, Google Imágenes habilitó un juego interactivo para la búsqueda "Atari Breakout". Con ello, el motor de búsquedas celebró el aniversario número 27 del lanzamiento del juego Breakout.